# Abbots Bromley
Abbots Bromley es una parroquia civil y un pueblo del distrito de East Staffordshire, en el condado de Staffordshire (Inglaterra).

## Geografía

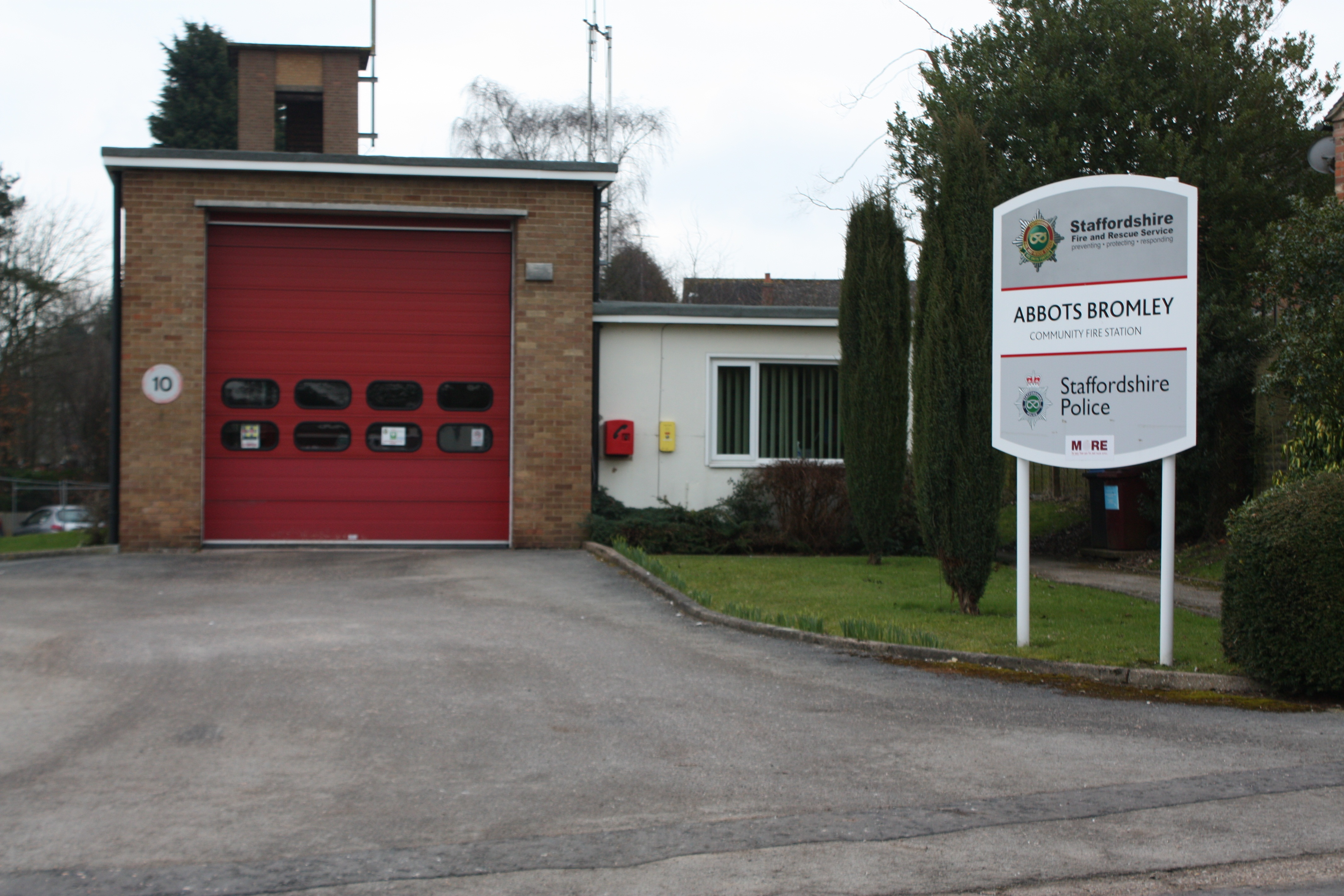

Según la Oficina Nacional de Estadística británica, Abbots Bromley tiene una superficie de 35,81 km².

## Demografía
Según el censo de 2001, Abbots Bromley tenía 1646 habitantes (46,66% varones, 53,34% mujeres) y una densidad de población de 45,96 hab/km². El 19,26% eran menores de 16 años, el 73,75% tenían entre 16 y 74, y el 6,99% eran mayores de 74. La media de edad era de 41,55 años. Del total de habitantes con 16 o más años, el 20,09% estaban solteros, el 66,74% casados, y el 13,17% divorciados o viudos.
Según su grupo étnico, el 97,94% de los habitantes eran blancos, el 1,03% mestizos, el 0,36% negros, el 0,3% chinos, y el 0,36% de cualquier otro salvo asiáticos. La mayor parte (96,23%) eran originarios del Reino Unido. El resto de países europeos englobaban al 1,82% de la población, mientras que el 1,94% había nacido en cualquier otro lugar. El cristianismo era profesado por el 85,31%, el budismo por el 0,18%, el hinduismo por el 0,18%, el judaísmo por el 0,43%, y cualquier otra religión, salvo el islam y el sijismo, por el 0,24%. El 7,89% no eran religiosos y el 5,77% no marcaron ninguna opción en el censo.
Había 656 hogares con residentes, 19 vacíos, y 3 eran alojamientos vacacionales o segundas residencias.